# گورگن خاچاتریان
گورگن ادواردی خاچاتریان (روسی: Гурген Эдуардович Хачатрян؛ زادهٔ ۵ مارس ۱۹۸۸) بازیکن فوتبال ارمنی‌تبار اهل روسیه است.